# Otto Hahn (bateau)
Otto Hahn était l'un des quatre cargos à propulsion nucléaire construits à ce jour. La planification de la construction d'un navire de commerce et de recherche de construction allemande pour tester la faisabilité de l'énergie nucléaire dans des utilisations civiles a commencé en 1960 sous la supervision du physicien allemand Erich Bagge. Lancé en 1964, son réacteur nucléaire a été désactivé quinze ans plus tard en 1979 et remplacé par une salle des machines Diesel conventionnelle. Le navire a été démoli en 2009.

## Histoire
La quille de l'Otto Hahn a été posée en 1963 par Howaldtswerke-Deutsche Werft AG de Kiel. Le navire a été lancé en 1964 et nommé en l'honneur du professeur Otto Hahn, chimiste allemand et lauréat du prix Nobel, qui a découvert la fission nucléaire de l'uranium en 1938. Le premier capitaine de l'Otto Hahn était Heinrich Lehmann-Willenbrock, un as allemand des sous-marins allemands de la Seconde Guerre mondiale.
En 1968, le réacteur nucléaire de 38 mégawatts du navire a atteint la criticité et les essais en mer ont pu commencer. En octobre de la même année, le NS Otto Hahn a été certifié pour le transport commercial de marchandises et la recherche scientifique.
Le bateau a été configuré pour transporter des passagers et du minerai. En 1970, l'Otto Hahn a fait sa première escale à Safi (Maroc), en chargeant une cargaison de minerais de phosphate. En 1972, après quatre ans de fonctionnement, son réacteur est ravitaillé en combustible nucléaire neuf. Il avait parcouru 250 000 milles nautiques (463 000 km) en consommant 22 kilogrammes d'uranium. 
En 1979, l'Otto Hahn a été désactivé. Son réacteur nucléaire et son usine de propulsion ont été retirés et remplacés par une propulsion diesel conventionnelle. En neuf ans, il avait parcouru 650 000 milles nautiques (1 200 000 km) sur l'énergie nucléaire, visitant 33 ports dans 22 pays, la plupart d'entre eux une seule fois avec des autorisations spéciales. Il n'a jamais été autorisé à emprunter le canal de Panama et de Suez. L'enceinte de confinement du réacteur nucléaire est stockée au Helmholtz-Zentrum Geesthacht - Zentrum für Material- und Küstenforschung GmbH et le combustible nucléaire aux États-Unis.

En 1983, Otto Hahn a été remis en service en tant que porte-conteneurs sous le nom de Trophy et loué en service commercial. Le 19 novembre, il a été rebaptisé Norasia Susan, puis Norasia Helga en 1985, Hua Kang He en 1989, Anais en 1998, Tal en 1999 et enfin Madre la même année. Son dernier propriétaire, à partir de 2006, était la Domine Maritime Corporation, basée au Libéria, sous la direction d'Alon Maritime Corporation d'Athènes, en Grèce. Le navire a été démoli à Alang (Inde) en 2009.

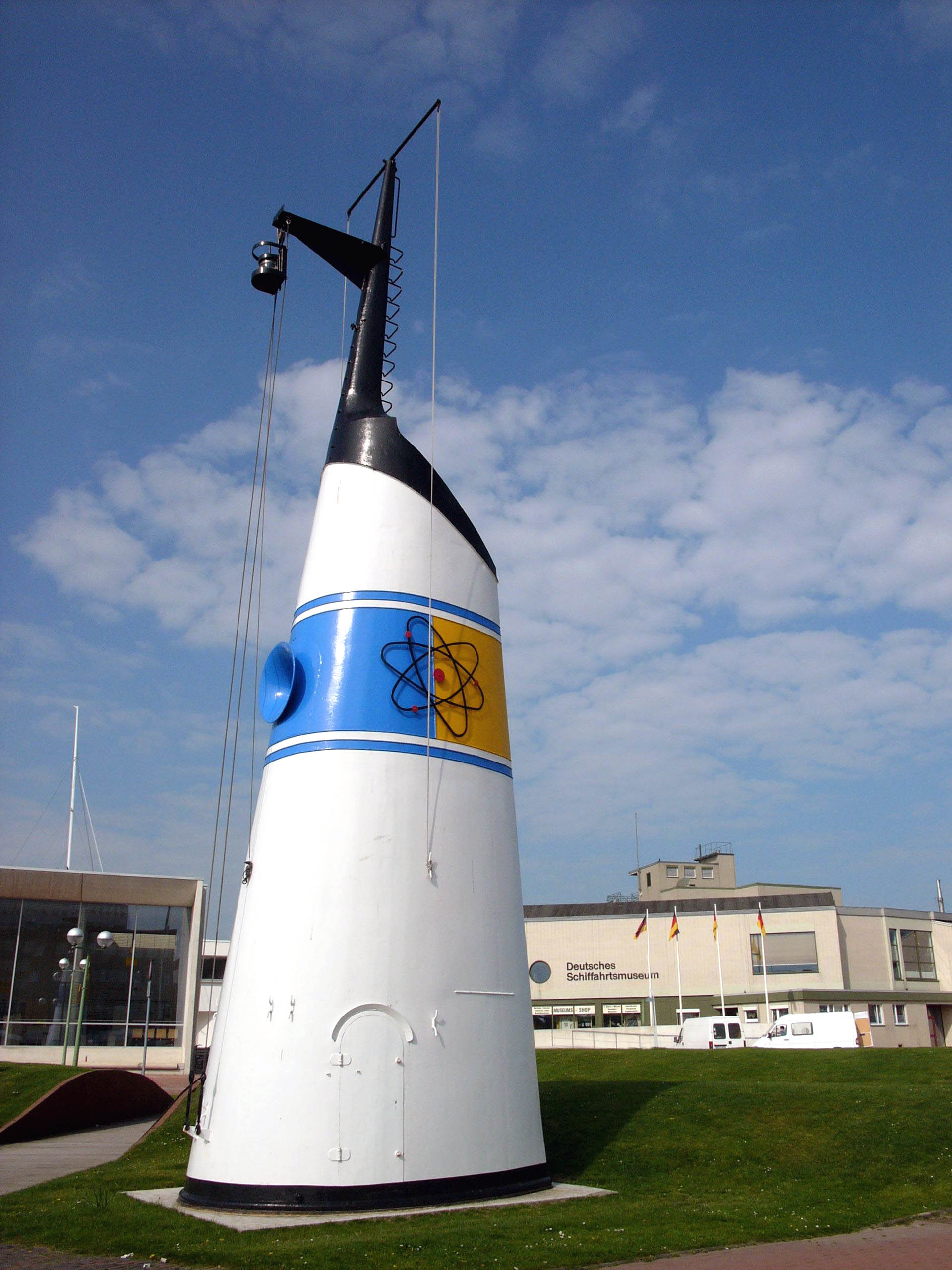
Cheminée de lOtto Hahn conservé au Deutsches Schiffahrtsmuseum de Bremerhaven.

Sa cheminée d'origine est conservé au Deutsches Schiffahrtsmuseum (musée maritime allemand) à Bremerhaven.

## Caractéristiques générales
- Déplacement : 26 200 tonnes plein, 17 141 tonnes standard
- Longueur : 164,3 m à la flottaison, 172,0 m tout compris
- Largeur : 23,4 m
- Franc-bord : 5,3 m
- Capacité : 39 760 m³
- Propulsion : Propulsion nucléaire
- Vitesse : 15,75 nœuds (29 km/h)
- Compartiments étanches : 14
- Espaces de chargement : 6
- 63 membres d'équipage, 35 chercheurs maximum
- Réacteur
  - Puissance : 38 MW
  - Volume : 35 m³
  - Pression : 85 kp/cm² (8,3 MPa)
  - Température : 300 °C
  - Combustible : 1,7 tonne d'uranium enrichi à 3,5-6,6 %
  - Endurance à pleine charge : 900 jours
  - Flux moyen de neutrons thermiques : 1,1×10 13 /(cm²·s)
  - Nombre d'éléments/crayons : 12/2810
  - Hauteur de noyau actif : 830 millimètreS
  - Diamètre du crayon combustible : 10,89 millimètreS
  - Gaine combustible : 0,8 mm de Zircaloy-4
  - Fabricant : Deutsche Babcock & Wilcox-Dampfkesselwerke AG et Internationale Atomreaktorbau GmbH

## Exploitation et recherche
L'Otto Hahn a été mis en service le 11 octobre 1969 et était avant tout un navire de recherche scientifique. Il contenait des cabines pour le groupe d'environ 36 scientifiques. Il contenait également une salle de conférence, une salle de réunion et deux laboratoires. Son objectif principal était d'acquérir de l'expérience pour d'éventuels futurs navires nucléaires qui pourraient être utilisés pour le transport. Mais l'Otto Hahn n'a pas reçu suffisamment d'autorisations des ports et les expériences ont pris fin en 1979, dix ans après sa mise en service.
Jusqu'à son démantèlement, l'Otto Hahn a visité 33 ports dans 22 pays, la plupart en Amérique du Sud et en Afrique. Il n'a pas reçu l'autorisation de traverser le canal de Suez et son dernier voyage était à Durban.
Son dernier capitaine était Ralf Matheisel.

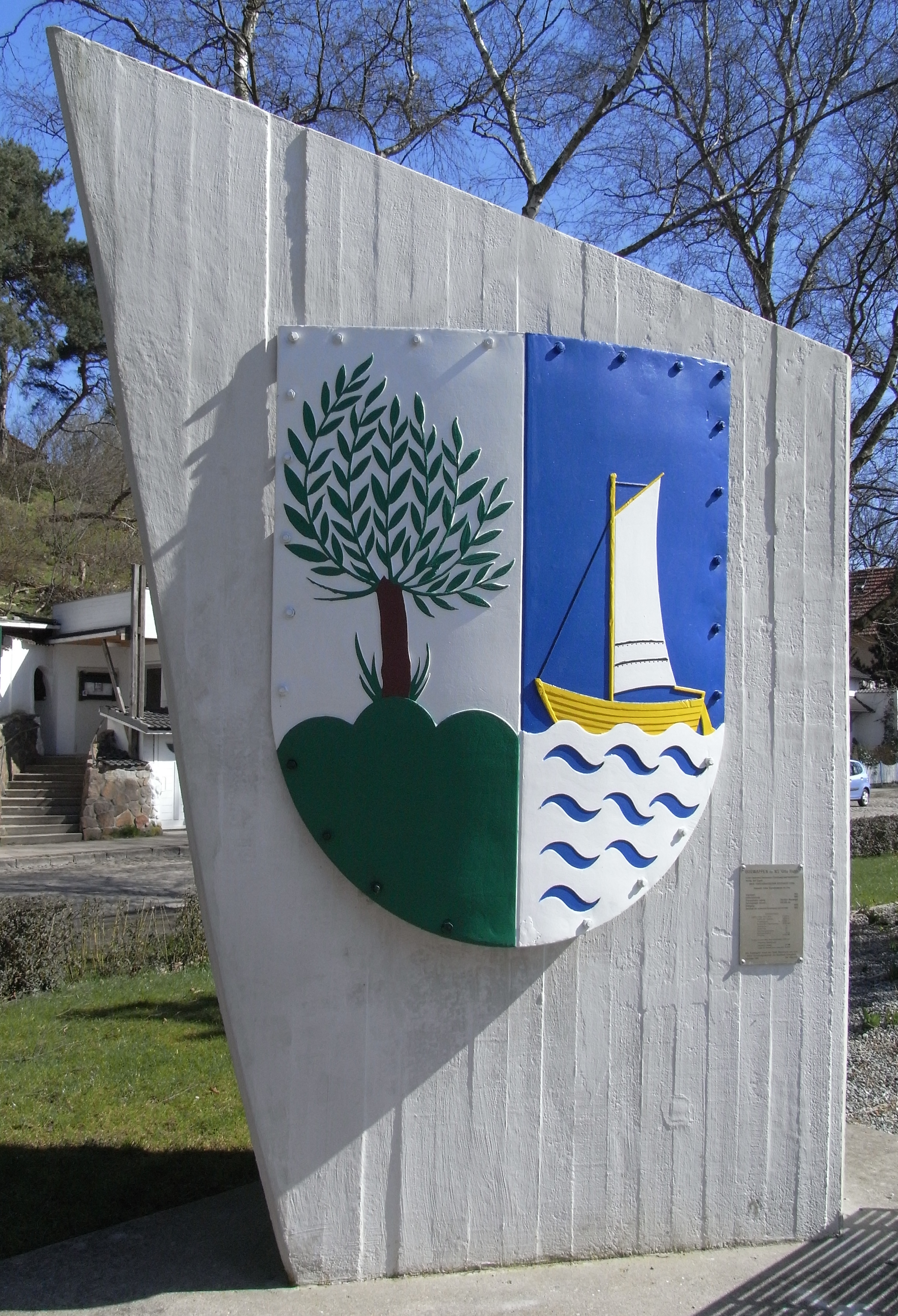

## Sources et références
1. ↑  « NS Otto Hahn - Germany's Nuclear Powered Cargo Ship », sur radiationworks.com (consulté le 3 août 2022)
2. ↑  (de) Reinartz, Jerome, « The 50th anniversary of the N.S. Otto Hahn. When nuclear power said 'Ahoy' », Atw. Internationale Zeitschrift fuer Kernenergie, vol. 58, no 11,‎ 2013 (ISSN 1431-5254, lire en ligne, consulté le 3 août 2022)
3. ↑  NS Otto Hahn - Germany's Nuclear Powered Cargo Ship
4. 1 2  (de) Hamburger Abendblatt- Hamburg, « Bergedorf - aktuelle News aus dem Hamburger Bezirk und Stadtteil », sur www.abendblatt.de (consulté le 3 août 2022)
5. ↑  (en-US) gCaptain, « A Story Of (Irrelevant) Nuclear Success At Sea », sur gCaptain, 27 mars 2011 (consulté le 3 août 2022)